# Pabbi
Pabbi (en ourdou : پببی) est une ville située dans la province de Khyber Pakhtunkhwa au Pakistan. Elle se trouve à seulement 20 kilomètres à l'est de la capitale provinciale Peshawar. Elle est aussi la seconde plus grande ville du district de Nowshera.
La population de la ville a été multipliée par plus de cinq entre 1972 et 2017 selon les recensements officiels, passant de 10 905 habitants à 55 255. Entre 1998 et 2017, la croissance annuelle moyenne s'affiche à 3,1 %, bien supérieure à la moyenne nationale de 2,4 %. Selon le recensement de 2023, la population de la ville baisse à 52 701 habitants.
La ville est majoritairement peuplée de Pachtounes, puisque plus de 99 % des habitants en parlent la langue, le pachto.
Essentiellement musulmane, la ville inclut une petite minorité chrétienne, comptant près de 400 fidèles.
Le taux d'alphabétisation de la ville s'élève à 61 % en 2023 (contre une moyenne nationale de 61 % et provinciale de 51 %), dont 71 % pour les hommes et 52 % pour les femmes.
|            | 1972 (rec.) | 1981 (rec.) | 1998 (rec.) | 2017 (rec.) | 2023 (rec.) |
| ---------- | ----------- | ----------- | ----------- | ----------- | ----------- |
| Population | 10 905      | 13 331      | 31 153      | 55 255      | 52 701      |